# Alessandro Baldessari
Alessandro Baldessari (Pieve di Cadore, 1990) è un compositore, produttore discografico e sound designer italiano.

## Biografia
Baldessari ha iniziato a studiare musica all'età di nove anni e successivamente ha studiato presso la facoltà di Musicologia di Cremona e produzione musicale alla Civica Scuola di Musica Claudio Abbado di Milano. Nel 2013, ha lavorato a Milano con artisti e produttori della scena pop italiana. Nel 2014 si è trasferito a Bath per lavorare con Marco Migliari ai Real World Studios. Da allora, ha lavorato come ingegnere del suono e produttore freelance in Inghilterra, collaborando con artisti come Will Gregory (Goldfrapp), Adrian Utley (Portishead) e David Holmes.
Dal 2018 si concentra sull'attività di compositore e music editor, pubblicando il suo primo album di production music con West One Music - The Scoring House: "Painting Dreams". Si dedica anche alla creazione di installazioni sonore immersive con l'artista Jessica Rimondi  e il collettivo di arte contemporanea Immuto, con il quale crea "Once Upon Us" in collaborazione con la Queen Mary University e il London Festival of Architecture 2019 
Nel 2020 compone 4EST Suite, una composizione audio immersiva per pianoforte, violino, elettronica e suoni ispirata alla tempesta Vaia. Ha partecipato al festival Climate Space creato da Ludovico Einaudi. Nello stesso anno compone Design Electronica, secondo album di production music con lo pseudonimo di Alessandro Boni, scritto insieme a Luca Felici, e l'EP Nostalghia, inspiranto all'omonimo film di Tarkovsky. Pubblica anche il singolo Pamela con la pianista e compositrice inglese Georgie Ward.
Nel 2022 compone la musica per Requiem for Juliet, la versione di Romeo e Giulietta del coreografo Riccardo Buscarini, commissionata da ŻfinMalta, la Compagnia Nazionale di Danza di Malta. Questo pezzo include suoni elettronici, strumenti acustici e oggetti di uso quotidiano.
Nel compone in seguito la colonna sonora del documentario Dario Argento Panico di Simone Scafidi, presentato all'80ª Mostra del Cinema di Venezia. Il documentario prodotto da Paguro Film presenta interviste con Guillermo del Toro, Nicolas Winding Refn, Gaspar Noé e Dario Argento.
Nel 2024 firma con SZ Sugar per la composizione del brano Līmen | Samìa | Līmen presentato in anteprima al Ravenna Festival, ispirato alla storia di Samia Yusuf Omar. Diretto da Riccardo Muti ed eseguito dall'Orchestra Cherubini, esplora temi di perdita, dolore e memoria e presentato il 7 luglio a Ravenna e il 9 luglio a Lampedusa
Nel 2024 vengono commissionate a Baldessari le musiche originali di Non Dirmi Che Hai Paura, adattamento teatrale dell'omonimo romanzo di Giuseppe Catozzella, per la regia di Laura Ruocco. Il lavoro include nuove canzoni e arrangiamenti originali di brani di Peter Gabriel ed è stato presentato in anteprima al Ravenna Festival .
Baldessari ha curato la versione italiana di Mixing Secrets - I segreti del mixaggio per gli home - studio e i piccoli studi di registrazione di Mike Senior .

## Discografia
- 2018 - Painting Dreams[14]
- 2020 - Nostalghia, EP
- 2020 - Design Electronica[15]
- 2020 - Pamela, singolo, con Georgie Ward
- 2023 - Dario Argento PANICO - Original Soundtrack[16]

## Riconoscimenti
Golden Reel Award
- 2020 – Golden Reel Award al Miglior montaggio negli effetti sonori per Serengeti[17][18]